# Mate Drinković
Mate Drinković (Jelsa, 29. travnja 1868. — Beč, 18. svibnja 1931.) je bio hrvatski političar i publicist. Bio je poznat kao temperamentni političar. Političku karijeru počeo je kao pravaš, potom se okrenuo jugounitarizmu. Unatoč tome, ni pretkraj života nije zaboravio hrvatske stavove, žestoko se protiveći podređivanju Hrvata velikosrpskoj hegemoniji.

## Životopis
Rodio se je u posjedničkoj obitelji u Jelsi. U Dubrovniku je pohađao gimnaziju koju je završio u Splitu. U Zagrebu je studirao pravo. Studij je prekinuo i prešao je na medicinu koju je studirao u Beču, a završio u Grazu. Od kraja studija pa sve do 1914. radio je kao općinski liječnik u Stonu, Vodicama i Šibeniku. Poslije rata bio je u visokoj politici. Kao ministar socijalne politike i narodnog zdravstva mnogo je učinio za Zagreb. Pretkraj života teže se je razbolio od upale pluća i otišao je na liječenje u Beč, gdje je i umro. Pokopan je u Zagrebu na Mirogoju. Zagrebačka općina dala mu je grobnicu kao zahvalu za zasluge koje je učinio za Zagreb. 

### Politička karijera za vrijeme Austro-Ugarske
Politički je bio pristaša pravaškog pokreta.
Bio je glavnim predstavnikom šibenskog pravaštva uz odvjetnika dr Antu Dulibića i šibenskog načelnika dr Ivu Krstelja. Bio je glavni agitator i organizator
u dalmatinskom pravaštvu postaje poslije 1908. godine.
U početku se nije priklonio ni kojoj od pravaških stranaka u Dalmaciji. Nije pristupio Hrvatskoj stranci (nastaloj travnja 1905. spajanjem Narodne hrvatske stranke i Stranke prava). Nije pristupio ni Čistoj stranci prava kojoj je na čelu bio Ivo Prodan, zbog toga što je podupirala Josipa Franka kojem se žestoko protivio od raskola u Stranci prava. 
Drinkovićev prvi izrazito programatski članak u Hrvatskoj rieči koji je izašao neposredno prije
Riječke rezolucije istakao je da list Hrvatska rieč želi jednakost svih Hrvata bez razlike religije. Izbjegava uporabiti srpsko ime, ali neki autori tumače ovaj stav kao spremnost suradnje sa Srbima, što je inače bio jednim od bitnih elemenata "politike novog kursa". Time je pristao uz Riječku rezoluciju. Prvi poticaji za obnovu starčevićanske struje došli su od obnovljene dalmatinske Stranke prava, koja je željela da hrvatski pokret u svoje djelovanje uključi i Srbe i Slovence. Drinković je radi toga predložio da se Srbima i muslimanima u budućoj hrvatskoj državi zajamči kulturna i vjerska autonomija te da se Srbima dopusti uporaba ćirilice i srpske zastave, što su frankovci oštro osudili te su ih u svojoj žestokoj propagandi označivali kao srbofile i veleizdajnike. 
14. svibnja 1908. pravaši iz južnih hrvatskih zemalja napokon su se ujedinili u jednu Stranku prava na skupštini u Splitu, a Drinković je postao član uprave, a dvije godine poslije predsjednikom. 1908. na izborima ušao je u Dalmatinski sabor kao izabrani predstavnik izbornog kotara vanjskih općina Šibenika i Skradina. Na tom je zastupničkom mjestu ostao do raspada Austro-Ugarske. 
Kad je izbila aneksijska kriza nakon aneksije, uvidio je važnost suradnje hrvatskih stranaka u Dalmaciji. Sljedeće godine hrvatske stranke ukazale su mu povjerenje i izabrale su ga za tajnika odbora koji je trebao provesti tu suradnju. Od 1911. djeluje u svepravaškoj skupštini.
Nakon balkanskih ratova zagovara da se dalmatinska Stranka prava okrene širim okvirima, južnoslavenskoj politici i izlasku iz Austro-Ugarske. Težio je stvaranju zajedničke države Južnih Slavena.
Na izborima za Carevinsko vijeće 13. lipnja 1911. bio je predloženik (kandidat) Stranke prava.
9. i 10. listopada 1913. održala se je u Zagrebu sjednica Vrhovne uprave Stranke prava. Tu je došlo do konačnog raskola "jedinstvene" Stranke prava, t.j. Svepravaške organizacije. Frankovci u njo nisu bili još od lipnja 1913. godine. Svepravaška organizacija organizacija raspala se zbog sukoba proaustrijske "splitske" skupine oko Ante Alfirevića i projugoslavenske "šibenske" skupine oko Mate Drinkovića. Drinkovićeva je skupina isključena, uz mogućnost povratka uz uvjet ako se prihvate politike vodstva jedinstvene središnjice, što Drinković nikad nije prihvatio.
Zbog protuaustrijskih je stavova bio osuđen za veleizdaju i utamničen. Branili su ga odvjetnici I. Bulić i Matko Laginja. Kad je austrijski car proglasio opću amnestiju 2. kolovoza 1917, interniran je u Götersdorf. Tek druge pol. 1918. smio se preseliti. Od tad boravi u Zagrebu.
Jeseni 1917. zajedno s Ivanom Krsteljem, također važnim hrvatskim pravaškim političkim dužnosnikom i još nekolicinom pravaških disidenata iz koalicije, tvorili su najradikalniju skupinu unutar "Deklaracijskog pokreta". Pokrenuli su list Glas Slovenaca, Hrvata i Srba. Zajedno s čelnim ljudima Starčevićeve stranke, zastupnici ove skupine izjavom od 3. prosinca 1917. poduprijeli su boljševičku deklaraciju mira.

### Politička karijera u Državi SHS
Raspadom Austro-Ugarske, angažirao se u tijelima novostvorene Države Slovenaca, Hrvata i Srba. Bio je član i tajnik Središnjeg odbora Narodnog vijeća Države SHS, koje je bilo i Predsjedništvo Narodnoga vijeća SHS-a, a uz njega u njemu bili su predsjednik Anton Korošec, potpredsjednici Svetozar Pribićević i Ante Pavelić te tajnici Srđan Budisavljević i Ivan Lorković.
Kad je 21. listopada 1918. Središnji odbor Narodnoga vijeća SHS-a donio odluku o osnivanju sekcija koje su se trebale brinuti za cjelokupan društveni, politički i gospodarski život, pročelnik sekcije za narodnu obranu bio je Mate Drinković, agrarne sekcije Stjepan Radić, financijsko-političke sekcije Ivan Lorković, a sekcije za financiranje Narodnoga vijeća Grga Budislav Angjelinović.
Od domobrana i bivših austro-ugarskih vojnika i mornara te pripadnika raznih udruga (najviše Hrvatskog sokola) nastajale su tzv. narodne straže. Zbog sve teže situacije, pljačke i anarhije zelenokaderaša i civila, nemira i nastupanja talijanske vojske prema hrvatskoj obali i sve jasnije situacije o neodrživosti Države SHS bez vlastite vojske, Mate Drinković, koji je bio povjerenik za obranu Narodnog vijeća, uputio je proglas svim vojnicima i građanima odnosno pozivna mobilizaciju "Sveta je dužnost svakoga sina naše domovine, da obrani od propasti svoju ljubljenu državu, koja se u mukama rađa". Pozvao ih je na stavljanje na raspolaganje Narodnom vijeću, no istodobno je prijetio kaznama. Proglas je doživio neuspjeh. Gotovo nitko se nije odazvao, pa je Narodno vijeće SHS spalo na 25. i 53. domobransku pukovnija u Zagrebu (slabo popunjene), nešto hrvatskih i srpskih članova sokolskih organizacija, naoružani omladinci i studenti, odred mornara iz Pule, Narodnu stražu i poneke dragovoljačke skupine te jedinice srbijanskih ratnih zarobljenika. Praktično je bio general bez vojske. Usprkos tome, vojskom koju je okupio organizirao je oslobođenje Međimurja.
Teške dužnosti oslobodio se dan nakon ujedinjenja Države SHS s Kraljevinom Srbijom, 2. prosinca 1918. godine.
U Narodnom vijeću SHS bio je u delegaciji koja je izvršavala naputak o ujedinjenju Države SHS s Kraljevinom Srbijom.

### Politička karijera u Kraljevini SHS
Zajedno s Ivanom Lorkovićem, Antom Pavelićem starijim, Matkom Laginjom, Đurom Šurminom, Ivanom Peršićem i Ladislavom Polićem bio je jednim od 17. srpnja 1919. osnovane Hrvatske zajednice, stranke hrvatskih intelektualaca i bogatijeg građanstva.  
1921. bio je suosnivačem Hrvatskog bloka (koji su činili HRSS, Hrvatska zajednica i Hrvatska stranka prava) kojem je bio članom predsjedništva. 
Zbog toga što je HRSS odbijao suradnju s HZ-om zbog njegova monarhizma, a sve stranke podjednako nazivao "pokvarenom gospodom", Hrvatski blok je prestao postojati.
Nakon što se nije uspio sporazumiti s HRSS-om, HZ nije istakao svoje kandidate, pristašama je preporučio HRSS. Iznimka je bila sjeverna Dalmacija, gdje su zajedničku listu s HRSS-om postavio Mate Drinković i Ante Trumbić. Ni taj nekakvi produžetak postojanja Hrvatskog bloka nije prošao bez međuhrvatskih trvenja. Prije nego što je ta lista bila konačno postavljena, Stjepan Radić optuživao je Drinkovića da želi osvojiti mandat na račun HRSS-a.
Poslije je bio ministrom u nekoliko vlada:
- ministar pošta i telegrafa 1920.
- ministar bez lisnice 1924.
- ministar socijalne politike 1928.
- ministar socijalne politike i narodnog zdravlja 1929.
- ministar bez lisnice 1930.

Protivio se centralističkom uređenju Kraljevine SHS, zbog čega je sa strankom HZ 1921. napustio Ustavotvornu skupštinu. Nije se slagao s Vidovdanskim ustavom. Poslije se odlučio surađivati s režimom, zaključivši da će tako više pomoći svom hrvatskom narodu. Politički pragmatizam odveo ga je predaleko, pa je bio postao blizak kralju Aleksandru Karađorđeviću i jednim od njegovih glavnih pomoćnika kad je Karađorđević uveo Šestosiječanjsku diktaturu 1929. godine; u Zagrebu je lobirao za diktarorski režim. Prema ocjeni Ivana Peršića, jednog od vodećih ljudi HFSS-a, Drinkovićevo ime uz ime Stanka Švrljuge među ministrima djelovalo je umirujuće na hrvatske političare u trenutcima kad je kralj proglasio jednu tako krupnu stvar kao što je diktatura; nije se zaboravilo Drinkovićevu potporu Radiću nakon terorističkog akta u beogradskoj Narodnoj skupštini 20.lipnja 1928.
Ipak, ni pretkraj života, nije zaboravio svoje pravaške korijene, pa je progovorio protiv pokoravanja Hrvata. (v.citate)

## Novinarski rad
Pisao je u Novom vieku, Hrvatskoj domovini, Hrvatskoj kruni, Narodnom listu i drugima. Supokretač je lista Hrvatska rieč koji je prvi put izašao u Šibeniku 1905. godine. Pisao je i u tom listu. Poslije prvog svjetskog rata pisao je u listovima Balkanu, Nezavisnosti, Hrvatskoj slozi, Prijatelju naroda, Jedinstvu, Hrvatu, Hrvatskom listu, Obzoru, Politici, Vremenu i drugima.

## Knjige
- Hrvatska i državna politika , 1928.[14]

## Književnost
Drinković se javlja kao lik u predstavi Kazališta Ulysses Pijana noć 1918., koja je napravljena prema Krležinoj noveli, a koju je dramaturški obradio i onodobnim člancima i piščevim drugim zapisima za scenu nadopisao Ivo Štivičić.